# 金刀比羅宮松山分社
金刀比羅宮松山分社（ことひらぐう・まつやまぶんしゃ） は、愛媛県松山市にある神社（香川県仲多度郡琴平町にある金刀比羅宮の分社）である。神紋は丸に金。

## 祭神
- 大物主命（おおものぬしのかみ）

相殿
- 崇徳天皇（すとくてんのう）

## 由緒
- 江戸時代に讃岐街道の出入口である当地に本宮遥拝所として設立。
- 明治11年（1878年）、金刀比羅宮崇敬教会松山支教会となる。
- 昭和41年（1966年）、本社直轄の分社となる。

## 年中行事
| 日付          | 祭祀         |
| ------------- | ------------ |
| 4月9日、10日  | 例祭         |
| 7月20日       | 夏祭（大祓） |
| 10月6日、7日  | 松山地方祭   |
| 11月9日、10日 | 秋季大祭     |

## アクセス
- 伊予鉄バス JR松山駅前2番乗り場より8番線・道後温泉駅前行きに乗り新立下車、徒歩5分もしくは日の出町下車、徒歩2分[1]。

## 周辺施設
- 多賀神社
- 愛媛県立松山商業高等学校
- 松山市立八坂小学校
- 松山市立素鵞小学校